# SoVa
株式会社SoVa（ソバ）は、「挑戦者のすぐそばに」をビジョンに掲げ、テクノロジーとデザインの力を融合させ、税務・労務・経理・登記などのバックオフィス関連サービスを開発している日本の企業。
バックオフィス業務に関する知見をテクノロジーの力を用いて体系化し、さらにデザインの力を掛け合わせることで、バックオフィス業務を分かりやすく、馴染みやすいものにすることを目指している。

## 沿革
- 2019年9月 設立。
- 2021年5月 バーチャル会計事務所SoVaをリリース[2]。

## サービス
- バーチャル会計事務所SoVa - 士業のノウハウをデータベース化。バックオフィス業務に必要な情報を、チャットボットでわかりやすく伝えるサービス。
- スタートアップラボ - 「起業を極める」をテーマに、起業やビジネスをする際に役立つ知識や情報を、多くの人にわかりやすくお届けするYouTubeチャンネル。